# Morten Sabroe
Morten Sabroe (født 5. juni 1947 i Gentofte, død 5. juni 2023) var en dansk forfatter og journalist.
Sabroe var søn af redaktør og cirkusrevy-direktør Povl Sabroe og Ingrid Larsen, barnebarn af socialreformator og socialdemokrat Peter Sabroe. Efter en uddannelse til bygningssnedker fulgte et studie i Frankrig og Journalistuddannelse på Berlingske Tidende.
Som journalist udviklede Sabroe en stærkt personlig stil, hvor journalistens engagement og følelser er det bærende element frem for neutral rapportering. Denne tendens ses også i prosaen, der ofte har selvbiografiske elementer. Har modtaget flere arbejdslegater fra Statens Kunstfond.
Morten Sabroe døde 5. juni 2023.